# Wu-Massacre
Wu-Massacre ist ein Album der US-amerikanischen Rapper Method Man, Ghostface Killah und Raekwon. Es erschien am 30. März 2010 über das Label Def Jam Recordings. In Deutschland wurde das Album am 2. April 2010 veröffentlicht.

## Titelliste
1. Criminology 2.5 – 1:59
2. Mef Vs Chef 2 – 2:03
3. Ya Moms Skit – 0:36
4. Smooth Sailing Remix (feat. Solomon Childs) – 2:57
5. Our Dreams – 3:24
6. Gunshowers (feat. Inspectah Deck und Cappadonna) – 2:58
7. Dangerous – 3:54
8. Pimpin’ Chipp – 2:32
9. How To Pay Rent Skit (feat. Tracy Morgan) – 0:37
10. Miranda – 3:01
11. Youngstown Heist – 2:42
12. It’s That Wu Shit – 3:11

## Rezeption

### Rezensionen
Die E-Zine Laut.de bewertete Wu-Massacre mit fünf von möglichen fünf Punkten. In der Rezension von Dani Fromm wird vor allem der Vortrag der drei Rapper positiv hervorgehoben. Des Weiteren wird das Artwork des Albums gelobt. Dabei erscheine das „fulminante[…] Booklet von X-Men-Zeichner Chris Bachalo im Superhelden-Style“ angesichts der Leistung der Rapper angemessen. Auch die musikalische Untermalung findet in der Kritik Lob. So zeichne Dangerous durch eine „dunkle, breit angelegte Monnumentalbegleitung“ aus und Miranda sei „leicht Latin-Fever-infiziert.“

### Chartplatzierungen
Wu-Massacre stieg auf Platz 12 der US-amerikanischen Billboard 200 ein. In der ersten Woche wurden 38.000 Einheiten des Albums verkauft. Mit Position 128 konnte sich Wu-Massacre auch in den Top 150 der französischen Album-Charts platzieren.